# Belles de Bitume
Belles de Bitume est un spectacle botanique créé en 2014 par la conteuse française Frédérique Soulard.
« Belles de Bitume » propose au public de taguer, sur les trottoirs, le nom des plantes sauvages poussant dans les rues, lors d’une déambulation contée. En invitant petits et grands à participer, Frédérique Soulard souhaite les sensibiliser à la nature qui les entoure.

## Historique
En juin 2014, Luc Douillard repère les graffitis botaniques sur le sol et en partage les photos sur Facebook. L’initiative est simple et poétique et répond aux préoccupations mondiales sur l’environnement. Elle a un succès immédiat et sera partagée plus de 7 000 fois en quelques jours, relayée par les médias régionaux,, nationaux,, et internationaux,,,, et les réseaux scientifiques et créatifs. Déposé à l'INPI et à la SACD, le concept du graffiti botanique, dont Frédérique Soulard reste l’inventeur, fait des émules. En juin 2018, sur sa page Facebook, la Demeure du Chaos partage le post de Luc Douillard qui sera relayé plus de 25 000 fois.
Plusieurs villes reprennent l'idée à leur compte : Toulouse, Montpellier, Grenoble, Londres, Lorient, Bruxelles...
Depuis 2014, « Belles de Bitume » a été programmé dans de nombreuses villes (centres culturels — festivals de contes, de street art ou de théâtre —, manifestations botaniques, etc.). Les spectacles associent des approches poétiques et sensorielles, mais aussi rigoureuses avec observations à la loupe et notions de phylogénétique.